# 呂孟陽
呂孟陽是台灣的漫畫家，出生於台中市，血型B型，星座射手座。

## 人物
- 1995年自High漫畫月刊連載正式出道。
- 因長相酷似歌手吳俊霖，故綽號伍佰。

## 作品一覽

### 短篇漫畫
- 《逃亡者》（1995年於High漫畫月刊連載）
- 《壞小孩》（1995年於High漫畫月刊連載）
- 《幽會》（1995年於High漫畫月刊連載）

### 四格漫畫
- 《大目蠅》（1999年於台灣日報副刊連載）

### 3D動畫
- 《森林總動員》（2007年～2008年東森電視台）動畫導演